# Verdenne
Verdenne est un village de la commune belge de Marche-en-Famenne située en Région wallonne dans la province de Luxembourg.
Avant la fusion des communes de 1977, Verdenne faisait partie de la commune de Marenne depuis 1823 ainsi que Bourdon et Menil-Favay.

## Situation
Localité se trouvant à la limite de la bande calcaire de la Calestienne et du massif ardennais, Verdenne est situé à une altitude d'environ 300 m à environ 5 km à l'est du centre de Marche-en-Famenne. Il est traversé par le petit ruisseau de Woizin qui disparaît dans un chantoir à l'entrée de Marenne. Verdenne avoisine les villages de Bourdon, Marenne et Champlon-Famenne.

## Patrimoine
En décembre 1944, pendant la bataille des Ardennes, le village subit d'importantes destructions. Une partie du village a été reconstruite dès 1945. Des habitations plus récentes de type pavillonnaire sont venues s'ajouter aux fermettes construites en calcaire, en grès ou en brique.
Le château de Verdenne a été construit vers 1860 et a fait l'objet d'importantes transformations en 1970. Ce château se trouve dans un vaste parc où un arboretum compte, entre autres, quelque 150 espèces d'érables.
La chapelle Saint-Hubert est un édifice de style néo-roman en moellons de calcaire et grès daté de 1857, restauré après les dégâts survenus pendant la bataille des Ardennes.

## Histoire
Le 24 décembre 1944, pendant la bataille des Ardennes, les troupes allemandes prennent Verdenne. La nuit de Noël, les Américains contre-attaquent et, après des combats acharnés, occupent à leur tour le village qui va plusieurs fois changer de main au prix de violents combats. Le soir du 26 décembre, Verdenne est définitivement libéré par les soldats américains.
Un mémorial a été érigé en 1994 en mémoire des 2.000 combattants américains et allemands tués au cours des violents combats qui se déroulèrent dans la région. Une rue du village a été baptisée « Rue Noël 1944 ».